# Богданов, Феликс Петрович
Фе́ликс Петро́вич Богда́нов (11 декабря 1934, Москва, РСФСР, СССР — 20 марта 2017, Москва, Российская Федерация) — советский, российский дипломат. Чрезвычайный и полномочный посол.

## Биография
В 1958 году окончил Московский государственный институт международных отношений, а в 1972 году — Дипломатическую академию МИД СССР.
С 1958 года работал в посольстве СССР в Венгрии, с 1963 года — в V европейском отделе МИД СССР. Затем работал в посольстве в Верхней Вольте, в 1970—1977 годах — снова в Венгрии (до должности советника посла).
- С 9 сентября 1985 по 21 августа 1987 года — чрезвычайный и полномочный посол СССР в Буркина-Фасо[1],
- С 25 мая 1987 по 6 июня 1990 года — чрезвычайный и полномочный посол СССР в Королевстве Бельгия[2],
- С июня 1990 по 31 декабря 1992 года — чрезвычайный и полномочный посол СССР, затем Российской Федерации в Румынии[3][4],
- В 1993—1996 годах — начальник Департамента СНГ, директор 3-го Европейского департамента МИД России.
- С 15 ноября 1996 по 21 апреля 2000 года — чрезвычайный и полномочный посол Российской Федерации в Венгрии[5][6]. По совместительству представитель России в Дунайской комиссии (1997—2000).

## Награды
- Медаль «За доблестный труд. В ознаменование 100-летия со дня рождения Владимира Ильича Ленина».
- Медаль «За укрепление боевого содружества».
- Медаль «За трудовую доблесть».